# Graham Hancock
Graham Bruce Hancock (ur. 2 sierpnia 1950 w Edynburgu) – szkocki pisarz i dziennikarz. 
Młodość spędził na terenie Indii, gdzie jego ojciec pracował jako chirurg. Po powrocie do Wielkiej Brytanii studiował socjologię na uniwersytecie w Durham, uzyskując w 1973 roku dyplom. Jako dziennikarz publikował w takich czasopismach jak: The Times, The Sunday Times, The Independent, The Guardian i The Economist.
Autor publikacji z zakresu historii alternatywnej i „ukrytej archeologii”, krytykowanych przez specjalistów jako pseudonaukowe. Jak sam zaznacza, nie posiada żadnego wykształcenia w kierunku archeologii. Jest twórcą hipotezy, według której wszystkie cywilizacje ziemskie pochodzą od jednej i wspólnej kultury, „matki kultur”. Miała być to wysoko rozwinięta prehistoryczna cywilizacja, która uległa zagładzie w ogólnoświatowym kataklizmie około 10,5 tysiąca lat p.n.e. Wspólnie z Robertem Bauvalem sformułował pogląd, wedle którego kompleks piramid w Gizie jest o kilka tysięcy lat starszy niż przyjmuje nauka, a jego architektura była ziemskim odwzorowaniem położenia Pasa Oriona na niebie.
Książki Hancocka wydano na całym świecie w przekładach na 27 języków i w ogólnym nakładzie ponad 5 milionów egzemplarzy.

## Dorobek literacki
- 1981: Journey Through Pakistan
- 1983: Under Ethiopian Skies
- 1985: Ethiopia: The Challenge of Hunger
- 1986: AIDS: The Deadly Epidemic
- 1989: Lords of Poverty
- 1990: African Ark
- 1993: The Sign and the Seal
- 1995: Fingerprints of the Gods
- 1997: Keeper of Genesis
- 1999: The Mars Mystery
- 1999: Heaven's Mirror
- 2002: Underworld: The Mysterious Origins of Civilization
- 2004: Talisman: Sacred Cities, Secret Faith
- 2005: Supernatural: Meetings With the Ancient Teachers of Mankind
- 2010: Entangled: The Eater of Souls
- 2011: Master Game: Unmasking the Secret Rulers of the World
- 2013: War God: Nights of the Witch
- 2015: Magicians of the Gods
- 2019: America Before: The Key to Earth's Lost Civilization